# Beniamino Vignola
Beniamino Vignola (Verona, 12 giugno 1959) è un ex calciatore italiano, di ruolo centrocampista.

## Caratteristiche tecniche
Fu una mezzala molto tecnica, dal fisico minuto, inizialmente paragonato a Gianni Rivera.

## Carriera

### Giocatore

#### Club

Vignola (a sinistra) in azione alla Juventus nel 1984, inseguito dal cremonese Pancheri.

Cresciuto calcisticamente nella squadra della sua città, il Verona, esordì in Serie A nelle file degli scaligeri nel 1978. L'anno dopo passò all'Avellino, con cui giocò per tre stagioni consecutive mettendosi in luce assieme ad altri elementi, quali Tacconi e Favero, che ritroverà poi alla Juventus.
Nell'estate 1983 fu infatti acquistato dal club bianconero, su suggerimento di Michel Platini del quale divenne la prima riserva: «Temevo di marcire in panchina, ma riuscii lo stesso a graffiare. [...] mi godo il ricordo di essere stato il vice-Platini e di averci più volte giocato assieme. Non è poco».
Nonostante le gerarchie prestabilite, sul finire della stagione 1983-1984 divenne titolare contribuendo alla conquista di scudetto e Coppa delle Coppe; contro l'Udinese siglò una doppietta, e fu assoluto protagonista nella finale di coppa disputata il 16 maggio a Basilea contro il Porto, vinta 2-1 grazie alla sua iniziale segnatura nonché al suo successivo assist per il decisivo gol di Boniek.
Vestì la maglia bianconera fino al 1988, eccetto una parentesi ai campioni d'Italia in carica del Verona nell'annata 1985-1986, che lo acquistarono per 4,8 miliardi di lire. Con i bianconeri vinse nel 1984 il succitato double continentale, nonché una Coppa dei Campioni e una Supercoppa UEFA l'anno successivo. Si accasò quindi all'Empoli, in Serie B, retrocedendo in C1 al termine del campionato 1988-1989.
Chiuse la carriera professionistica nel 1992, in Serie C2, con la maglia del Mantova, squadra per la quale diventò poi direttore sportivo nel corso della stagione 1993-1994. Dopo il fallimento della squadra lombarda e un'esperienza da calciatore-allenatore nel San Martino Buon Albergo, squadra dilettantistica veronese, lasciò definitivamente il calcio.

#### Nazionale

Vignola in nazionale per la fase finale del

Vanta cinque presenze e due reti in nazionale Under-21, con la quale partecipò al torneo olimpico di Los Angeles 1984 chiuso dagli azzurri al quarto posto.

### Dopo il ritiro
Terminata l'esperienza calcistica, si è dedicato, assieme al cognato, a due ditte avviate dal suocero, specializzate nel commercio di vetri per auto e veicoli commerciali.

## Palmarès

### Club

#### Competizioni nazionali
- Campionato italiano: 1

Juventus: 1983-1984

#### Competizioni internazionali
- Coppa delle Coppe: 1

Juventus: 1983-1984
- Supercoppa UEFA: 1

Juventus: 1984
- Coppa dei Campioni: 1

Juventus: 1984-1985